# Waardenburg
Waardenburg (51° 50′ N, 5° 15′ L) é uma cidade dos Países Baixos, na província de Guéldria. Waardenburg pertence ao município de Neerijnen, e está situada a 13 km, a oeste de Tiel.
Em 2001, a cidade de Waardenburg tinha 1730 habitantes. A área urbana da cidade é de 0.98 km², e tem 625 residências.
A área de Waardenburg, que também inclui as partes periféricas da cidade, bem como a zona rural circundante, tem uma população estimada em 2320 habitantes.